# Idaea protrusa
Idaea protrusa är en fjärilsart som beskrevs av Turati 1926. Idaea protrusa ingår i släktet Idaea och familjen mätare. Inga underarter finns listade i Catalogue of Life.